# Antero Ojala
Antero Ojala   (Zelenogorsk, 10 de desembre de 1916 - Lappajärvi, 5 de febrer de 1982) va ser un patinador de velocitat finlandès que va competir entre les dècades de 1930 i 1950.
El 1936 va prendre part en els Jocs Olímpics de Garmisch-Partenkirchen, on disputà quatre proves del programa de patinatge de velocitat. Guanyà la medalla de bronze en la prova dels 5.000 metres, rere Ivar Ballangrud i Birger Wasenius, mentre en els 10.000 metres fou setè, en els 500 metres vuitè i en els 1.500 metres novè. El 1948, un cop finalitzada la Segona Guerra Mundial, als Jocs de Sankt Moritz, disputà tres proves del programa de patinatge de velocitat, amb una dotzena posició en els 1.500 metres com a millor resultat.
En el seu palmarès també destaquen quatre campionats nacionals.